# Peter Joseph Jugis
Peter Joseph Jugis (Charlotte, 3 marzo 1957) è un vescovo cattolico statunitense, dal 9 aprile 2024 vescovo emerito di Charlotte.

## Biografia
Peter Joseph Jugis è nato a Charlotte, nella Carolina del Nord, il 3 marzo 1957. Lo stesso anno è stato battezzato nella chiesa di Sant'Anna dall'allora padre Michael Joseph Begley, suo predecessore nella cattedra di Charlotte.

### Formazione e ministero sacerdotale
Nel 1975 si è diplomato presso la South Mecklenburg High School di Charlotte. Nel 1978 ha conseguito il Bachelor of Arts presso l'Università della Carolina del Nord nella stessa città. Entrato in seminario, ha compiuto gli studi per il sacerdozio presso il Pontificio collegio americano del Nord. Ha ottenuto il baccalaureato presso la Pontificia Università Gregoriana.
Il 12 giugno 1983 è stato ordinato presbitero per la diocesi di Charlotte da papa Giovanni Paolo II nella basilica di San Pietro in Vaticano. Quell'estate ha collaborato nella parrocchia di Sant'Anna a Charlotte. Nella primavera dell'anno successivo ha conseguito la licenza in diritto canonico presso la Pontificia Università Gregoriana. Tornato in patria è stato vicario parrocchiale della parrocchia di San Leone a Winston-Salem dall'estate del 1984 all'estate del 1985; amministratore parrocchiale della parrocchia del Bambino Gesù a Reidsville dall'estate all'autunno del 1985 e vicario parrocchiale della parrocchia di San John Neumann e giudice del tribunale diocesano dal novembre del 1985 all'agosto 1987. Nell'agosto del 1987 è stato inviato a Washington per studi. Nell'autunno del 1988 è stato per un breve periodo vicario parrocchiale della parrocchia del Sacro Cuore a Salisbury. Nel maggio 1993 ha conseguito il dottorato in diritto canonico presso l'Università Cattolica d'America. È però tornato in diocesi prima di completare gli studi ed è stato vicario giudiziale dal luglio del 1991; di nuovo vicario parrocchiale della parrocchia di San Leone a Winston-Salem dall'estate del 1991 all'estate del 1993; parroco della parrocchia del Bambino Gesù a Reidsville dall'estate del 1993 al marzo 1996 (un giorno a settimana si recava a Charlotte per lavorare in tribunale); parroco della parrocchia della Regina degli Apostoli a Belmont dal marzo del 1996 all'estate del 1997; vicario foraneo del vicariato di Gastonia dal luglio del 1996 al luglio del 1997; direttore del tribunale diocesano dal 1997; amministratore parrocchiale della parrocchia dello Spirito Santo a Denver dal novembre del 1998 all'estate del 1999 e parroco della parrocchia di Nostra Signora di Lourdes a Monroe dall'estate del 2001 all'autunno del 2003.

### Ministero episcopale
Il 1º giugno 2003 papa Giovanni Paolo II lo ha nominato vescovo di Charlotte. Ha ricevuto l'ordinazione episcopale il 24 ottobre successivo nella chiesa di San Matteo a Charlotte dall'arcivescovo metropolita di Atlanta John Francis Donoghue, co-consacranti il vescovo emerito di Charlotte William George Curlin e il vescovo di Raleigh Francis Joseph Gossman.
Durante la campagna per le elezioni presidenziali del 2004 ha detto che ai politici che sostengono la legalità dell'aborto dovrebbe essere negata la Santa Comunione a meno che non ritrattassero pubblicamente le loro opinioni.
Nel 2005 ha celebrato il congresso eucaristico diocesano.
Nel 2009 si è detto favorevole a un disegno di legge contro il matrimonio tra persone dello stesso sesso.
Nel 2013 il Survivors Network of those Abused by Priests ha criticato Jugis e Michael Francis Burbidge, vescovo di Raleigh, per non aver avvertito le famiglie della loro diocesi del trasferimento in Carolina del Nord di Raymond P. Melville, un ex prete cattolico accusato di abusi sessuali nel Maine e nel Maryland.
Il 23 aprile 2015 ha impedito a suor Jeannine Gramick, cofondatrice di New Ways Ministry, un gruppo statunitense di laici cattolici attivi nell'ambito dei diritti LGBT, di tenere un discorso nella sua diocesi. Il portavoce della diocesi ha affermato il pensiero di suor Grammick era stato precedentemente giudicato dalla Santa Sede contrario agli insegnamenti cattolici sulla sessualità umana.
Il 17 agosto 2018 ha rilasciato una dichiarazione in merito alle accuse di cattiva condotta sessuale contro i dirigenti della Chiesa dopo che un rapporto del gran giurì citava 301 preti cattolici che avevano abusato di minori in alcune diocesi della Pennsylvania. Jugis ha affermato che erano in corso indagini per intraprendere azioni appropriate e ha incoraggiato le persone a pregare per tutte le vittime di abusi sessuali.
Il 30 dicembre 2019 ha pubblicato un elenco di quattordici sacerdoti accusati in modo credibile di abusi sessuali nella diocesi dal 1972.
Nel maggio del 2012 e nel febbraio del 2020 ha compiuto la visita ad limina.
Il 9 aprile 2024 papa Francesco ha accolto la sua rinuncia al governo pastorale della diocesi di Charlotte; gli è succeduto Michael Thomas Martin.

## Liturgia
Nel 2005, a seguito della pubblicazione del Missale Romanum, editio typica tertia, della sua successiva traduzione inglese, della corrispondente Istruzione generale del Messale Romano e della pubblicazione Redemptionis Sacramentum, ha emanato le norme liturgiche per la diocesi di Charlotte.
Nel 2006 ha ricordato ai suoi sacerdoti che se avevano scelto di lavare i piedi dei parrocchiani durante la messa del Giovedì Santo (il mandatum), la legge liturgica imponeva che il rito fosse riservato ai soli uomini. Questo è stato aperto alle donne nel 2016.
Ha sostenuto la celebrazione della messa tridentina nella sua diocesi.
In cattedrale celebrava la messa usando la disposizione dell'altare benedettino (sei candele e un crocifisso posto in modo prominente sull'altare) e spesso rivolto ad orientem o ad apsidum.

## Genealogia episcopale
La genealogia episcopale è:
- Cardinale Scipione Rebiba
- Cardinale Giulio Antonio Santori
- Cardinale Girolamo Bernerio, O.P.
- Arcivescovo Galeazzo Sanvitale
- Cardinale Ludovico Ludovisi
- Cardinale Luigi Caetani
- Cardinale Ulderico Carpegna
- Cardinale Paluzzo Paluzzi Altieri degli Albertoni
- Papa Benedetto XIII
- Papa Benedetto XIV
- Cardinale Enrico Enriquez
- Arcivescovo Manuel Quintano Bonifaz
- Cardinale Buenaventura Córdoba Espinosa de la Cerda
- Cardinale Giuseppe Maria Doria Pamphilj
- Papa Pio VIII
- Papa Pio IX
- Cardinale Alessandro Franchi
- Cardinale Giovanni Simeoni
- Cardinale Antonio Agliardi
- Cardinale Basilio Pompilj
- Cardinale Adeodato Piazza, O.C.D.
- Cardinale Luigi Raimondi
- Vescovo Michael Joseph Begley
- Arcivescovo John Francis Donoghue
- Vescovo Peter Joseph Jugis

## Araldica
| Stemma | Titolare                                | Descrizione |
|        | Peter Joseph Jugis Vescovo di Charlotte | Semitroncato cucito partito: al primo di verde alla croce celtica d'argento bordata d'oro; al secondo d'azzurro alla corona d'oro; al terzo d'oro alla croce trifogliata di rosso. Ornamenti esteriori da vescovo. Motto: "Caritas Christi urget nos" ("L'amore di Cristo ci esorta"). |